# Bruniales
Bruniales é um nome botânico válido para o nível de ordem. Até recentemente não estava em uso, mas um estudo de 2008 sugeriu que as famílias Bruniaceae e Columelliaceae eram clados irmãos, e o Angiosperm Phylogeny Website propôs a incorporação desta descoberta na taxonomia do Angiosperm Phylogeny Group, colocando ambas as famílias na ordem Bruniales.

## Posicionamento
- clado das asterídeas (em inglês, "asterids")
  - ordem Cornales
  - ordem Ericales
  - clado das lamiídeas ou euasterídeas I (em inglês, "euasterids I" ou "lamiids")
    - família Boraginaceae—colocada sem ordem
    - família Icacinaceae—colocada sem ordem
    - família Metteniusaceae—colocada sem ordem
    - família Oncothecaceae—colocada sem ordem
    - família Vahliaceae—colocada sem ordem
    - ordem Garryales
    - ordem Gentianales
    - ordem Lamiales
    -  ordem Solanales

  -  clado das campanulídeas ou euasterídeas II (em inglês, "euasterids II" ou "campanulids")
    - ordem Apiales
    - ordem Aquifoliales
    - ordem Asterales
    - ordem Bruniales
    - ordem Dipsacales
    - ordem Escalloniales
    -  ordem Paracryphiales